# Рахни-Лісові
Рахни Лісові — село в Україні, у Шпиківській селищній громаді Тульчинського району Вінницької області. Населення становить 4900 осіб.

## Історія
У XVI ст. село належало до Брацлавського повіту, у XIX ст. до Ямпільського повіту. В селі розташований парк Потоцьких.

### Легенди про заснування
В багатотомній праці Історія міст і сіл УРСР (Вінницька область), виданій Інститутом Історії Академії Наук УРСР у 1972 році, згадуються чотири села з подібною назвою: Ахни, Рахнівка (Гайсинський район), Рахни Лісові (Шаргодський район), Рахни-Польові (Тиврівський район). Тож важко визначити історичну першооснову походження назви Рахнів Лісових. 
Є багато народних переказів та легенд про походження його назви.
Перша легенда
Колись, в лісах переховувались втікачі. Рахняни надавали нужденним допомогу носили їсти, майстрували землянки. За це вороги двічі палили село. Грудки на грудці не залишали, а кого ловили, катували. Інші, щоб не потрапити в неволю, тікали, і там де переховувались, засновували нові поселення. Змінювали вони назву нового поселення на честь Рахнів. Так виникли Рахнівка, Рахни-Польові, Рахнилівка, Рахни-Собові на територіях, землях тепер уже Вінницької і Хмельницької областей.
Друга легенда
Забрів у Рахнянський ліс козак Рахнимм із дружиною Мургою, яку боявся втратити серед лісу. Вирубав він дерева неподалік від дороги, зладнав оселю. Згодом навколо неї виростали інші житла, мабуть.
Третя легенда
Усні переповіді запевняють, що село заснували Сидір та Ілько Рахнянські чи Рахніли з дружинами. Один брат був гончарем, а другий-теслею. 
Четверта легенда
Раніше у XV—XVII ст. село Рахни Лісові(теперішня назва), було розташоване на шляху до Джурина за 1-2 км від урочища «Казенний міст». За участь населення в повстанні проти польської шляхти в XVI ст. село було повністю спалене польським легіоном, а населення, що залишилося живим, розбіглося по навколишніх лісах. Один із втікачів серед Рахнир побудував корчму при шляху зі Шпикова до Джурина. Ця корчма знаходилась там де тепер розташований старий цвинтар при в'їзді в село Рахни Лісові зі сторони Шпикова. Люди втікачів почали селитися біля урочища «Пилипівська криниця», неподалік корчми Рахнира. З часом літера «Р» від призвища Рахнир відпала, а село розрослося аж до корчми стало називатися Рахнами.
7 (20) листопада 1917 року, відповідно до Третього Універсалу Української Центральної Ради, увійшло до складу Української Народної Республіки.
12 червня 2020 року, відповідно до Розпорядження Кабінету Міністрів України від  № 707-р «Про визначення адміністративних центрів та затвердження територій територіальних громад Вінницької області», увійшло до складу Шпиківської селищної територіальної громади.
19 липня 2020 року, в результаті адміністративно-територіальної реформи та ліквідації Шаргородського району, село увійшло до складу новоутвореного Тульчинського району.

## Населення

### Мова
Розподіл населення за рідною мовою за даними :
| Мова            | Кількість | Відсоток |
| --------------- | --------- | -------- |
| українська      | 5004      | 98.10%   |
| російська       | 76        | 1.49%    |
| білоруська      | 6         | 0.12%    |
| румунська       | 3         | 0.06%    |
| болгарська      | 2         | 0.04%    |
| гагаузька       | 1         | 0.02%    |
| інші/не вказали | 9         | 0.17%    |
| Усього          | 5101      | 100%     |

## ХолодильняВладислава Городецького
У Рахнах-Лісових Владислав Городецький спорудив для Балашова зразковий холодильник, спроєктував каплицю для палацу. На даний час каплиця, яку називають у Рахнах «льодовня», в жахливому стані та потребує негайної реконструкції.

## Пам'ятки
На території села знаходиться об'єкт природно-заповідного фонду — парк-пам'ятка садово-паркового мистецтва місцевого значення Рахнянський парк. Храм Різдва Пресвятої Богородиці.

## Освіта
Є дві середні школи: одна в центрі, інша в лісі на базі колишньої школи-інтернату (туберкульозного профілю). Раніше це була військова частина, в якій готували молодших спеціалістів з обслуговування авіаційної техніки. Біля села є два польові аеродроми. Медичний склад.

## Економіка
Промисловість: ТОВ «Луї Дрейфус ЛТД Комідітіз Україна», ТОВ «Рахнівсько-Лісовий плодоконсервний завод»"(, СП «Агромаш», ПП «Водолій», Рахнанське паливне підприємство, паркетний цех. Банк: «ПриватБанк», «ОщадБанк» Пошта: Відділ зв'язку «Укрпошта», «Нова пошта».

## Транспорт
У селі розташована станція Рахни на електрифікованій залізниці напрямку Жмеринка — Одеса. Там зупиняються приміські електропоїзди сполученням Вапнярка — Жмеринка і Київ — Рахни, а також частина пасажирських поїздів.
Сусідні станції — Ярошенка, Юрківка. Сусідні вузлові станції — Жмеринка, Вапнярка.
Також можна здійснювати посадку на пасажирські поїзди на ст. Рахни, Ярошенка, Жмеринка, Вапнярка.

## Особи
- Кжиштоф Урбановський (Krzysztof Urbanowski) — польський шляхтич, власник маєтку в селі; купив частину бібліотеки, колекції картин, монет, яка належала перед тим Вінцентію Потоцькому.[8]
- Микола Михайлович Любинський  — український дипломат і мовознавець, політичний діяч періоду Української національної революції 1917–1920 років. Він понад рік із своєю сім'єю мешкав у селі, і готувався до вступу в Київський університет Святого Володимира.
- Чаплій Іван Федорович (1989-2016)— солдат Збройних сил України, учасник російсько-української війни[9].